# Saurauia aequatoriensis
Saurauia aequatoriensis är en tvåhjärtbladig växtart som beskrevs av Thomas Archibald Sprague. Saurauia aequatoriensis ingår i släktet Saurauia och familjen Actinidiaceae. Inga underarter finns listade i Catalogue of Life.